# Robert Gunning
Robert Gunning (ur. 6 czerwca 1731, zm. 22 września 1816 w Horton) – brytyjski dyplomata.
Gunning pracował jako ambasador Wielkiej Brytanii w Danii (1765-1771), Prusach (1771) i Rosji (1772-1776).
Po wejściu w służby dyplomatyczne został Gunning 23 listopada 1765 rezydentem brytyjskim na dworze duńskim (Kopenhaga), gdzie wyruszył w kwietniu. Miał współpracować z drugim ambasadorem wyższej rangi (był nim Walter Titley) i informować rząd brytyjski. Wykazał się zręcznością i taktem. Gdy Titley zmarł (27 lutego 1768) przejął oficjalnie całość obowiązków.
Dnia 13 kwietnia 1771 roku został envoy extraordinary and minister plenipotentiary na dwór Królestwa Prus, lecz aż do końca czerwca pozostawał w Kopenhadze. W lipcu dotarł do Berlina. 13 grudnia przeniesiono go do Rosji, gdzie dotarł w czerwcu 1772 roku. Instrukcje rządowe z 28 maja 1772 nakazywała mu próbę mediacji między Rosją a Turcją i wywalczenie poszanowania praw kościoła greckiego. Gunning miał też bronić Gdańska przed zakusami króla Prus Fryderyka II.
Latem 1775 miał podpytać ministra rosyjskiego Nikitę Panina, czy rosyjskie wojsko nie mogłoby pomóc pacyfikować kolonie amerykańskie. Gunning otrzymał entuzjastyczne obietnice od Panina, a potem od samej Katarzyny II. Miano przetransportować 20.000 żołnierzy rosyjskich pod brytyjskim dowództwem do Kanady, by stamtąd zaatakować terytorium dzisiejszych USA. W listopadzie 1775 roku Robert Gunning poprosił o odwołanie z powodu choroby.
Uczyniony baronetem dnia 17 października 1778 i kawalerem Orderu Łaźni 19 maja 1779.